# IC 2291
IC 2291 је појединачна звијезда у сазвјежђу Рак која се налази на листи објеката дубоког неба у Индекс каталогу.
Деклинација објекта је + 18° 30' 30" а ректасцензија 8h 19m 18,2s.